# Concert per a clarinet núm. 2 (Weber)
El Concert per a clarinet núm. 2 en mi bemoll major, op. 74 J. 118, va ser compost per Carl Maria von Weber el 1811. L'obra està dedicada al clarinetista Heinrich Bärmann.

## Història

### Composició
La composició d'aquest opus es va desenvolupar el 1811, després del Concertino per a clarinet i orquestra en mi bemoll major, op. 26 i del Concert per a clarinet núm. 1 en fa menor, op. 73. Les tres obres van ser escrites per a Bärmann i les hi va dedicar. Les tres mostren una comprensió completa de les capacitats de l'instrument. A principis de 1811 Carl Maria von Weber va entaular amistat amb el clarinetista Heinrich Bärmann, qui va estrenar el seu Concertino per a clarinet. El rei Maximilià I de Baviera va encarregar al compositor dues obres perquè fossin interpretades per Bärmann. Per tant, el mestre alemany va estar treballant al mateix temps en els dos concerts per a clarinet. El segon concert porta la referència J. 118 en el catàleg de les seves obres compilat per Friedrich Wilhelm Jähns.
Una còpia manuscrita de la partitura es conserva a la Biblioteca Estatal i Universitària de Saxònia de Dresden sota la denominació Mus.4689-M-1 i es pot consultar en línia.

### Publicació

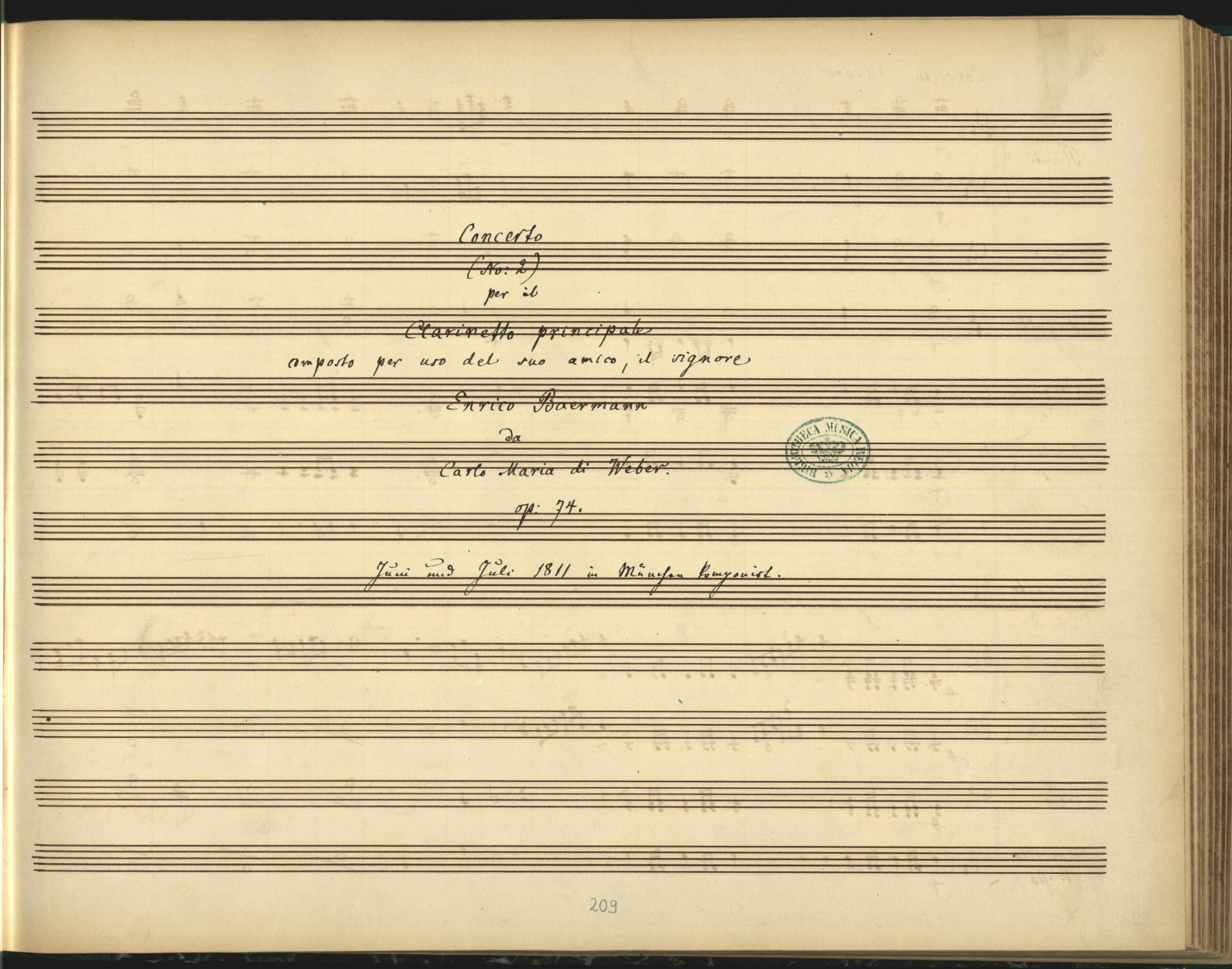
Portada d'una còpia manuscrita de la partitura.

La primera edició de la peça es creu que va ser duta a terme en 1813.

## Instrumentació
La partitura està escrita per a un clarinet en si bemoll solista i una orquestra formada per:
- Vent fusta: 2 flautes, 2 oboès, 2 fagots.
- Vent metall: 2 trompes en mi bemoll, 3 trompetes en mi bemoll.
- Percussió: 2 timbales.
- Corda: una secció de cordes amb violins I i II, violes, violoncels i contrabaixos.

## Estructura i anàlisi
El concert consta de tres moviments:
- I. Allegro, en mi bemoll major 4/4
- II. Romança. Adagi con moto, 6/8 en sol menor amb modulacions a do menor en l'orquestra i fa major per a les intervencions del solista,
- III. Alla Polacca – Rondo, en mi bemoll major 3/4

## Recepció de l'obra
Norman Heim considera que el Concert per a clarinet núm. 2  és “tècnicament i rítmicament més exigent, però musicalment menys profund que el Primer Concert.

## Discografia selecta
- 1961 – Heinrich Geuser, Orquestra Simfònica de Radi Berlín, Ferenc Fricsay (DG).
- 1968 – Karl Leister, Orquestra Filharmònica de Berlín, Rafael Kubelik (DG)
- 1969 – Benny Goodman, Orquestra Simfònica de Chicago, Jean Martinon (RCA). Amb Concert núm. 1.
- 1982 – Janet Hilton, Orquestra Simfònica de Birmingham, Neeme Järvi (Chandos). Obra completa amb clarinet.
- 1983 – Eduard Brunner, Orquestra Simfònica de Bamberg, Oleg Caetani (Orfeu C 067831 A) Amb Concert núm. 1 i Concertino.
- 1985 – Sabine Meyer, Staatskapelle Dresden, Herbert Blomstedt (EMI Classics 2292-45792-2) Amb Concert núm. 1, Concertino i Quintet amb clarinet.
- 1989 – Walter Boeykens, Filharmònica de Rotterdam, James Conlon (Teldec; Erato; Apex; Warner) Amb Concert núm. 1, Concertino i Grand duo concertant.
- 1991 – Paul Meyer, Royal Philharmonic Orchestra, Günther Herbig (Denon). Amb Concert núm. 1.
- 2005 – Martin Frost, Tapiola Sinfonietta, Jean-Jacques Kantorow (BIS). Amb Concert núm. 1, Concertino i Quintet.
- 2009 – Karl-Heinz Steffens, Orquestra Simfònica de Bamberg, Rodoslaw Szulc (SACD Tudor 7159). Amb Concert núm. 1  i Concertino.
- 2019 – Sharon Kam, Orquestra Simfònica de la Ràdio de Viena, Gregor Bühl (Orfeu). Amb obres de Kurpiński, Crusell, 1811.